# زینایدینو
زینایدینو (انگلیسی: Zinaidino) یک شهرک در بخش راکیتیانسکی استان بلگورود کشور روسیه است.